# Sedini
Sedini (en sard, Sèddini) és un municipi sard, dins de la província de Sàsser. L'any 2007 tenia 1.403 habitants. Es troba a la regió d'Anglona. Limita amb els municipis de Bulzi, Castelsardo, Laerru, Nulvi, Santa Maria Coghinas, Tergu i Valledoria. Comprèn la fracció de Littigheddu.

## Administració
| Període | Identitat                | Partit        |
| ------- | ------------------------ | ------------- |
| 2006-   | Giovanni Gavino Degortes | Llista cívica |